# Ett julkort från förr
Ett julkort från förr utkom den 17 november år 2000 och är ett julalbum av den svenske sångaren Christer Sjögren. På albumlistorna placerade det sig som högst på 3:e plats i Sverige och 19:e plats i Norge mellan åren 2000 och 2002.

## Låtlista
1. Nu tändas tusen juleljus
2. Natten tänder ljus på himlen
3. Stilla natt (Stille Nacht, heilige Nacht)
4. The Christmas Song
5. När juldagsmorgon glimmar (Wir hatten gebauet ein stattliches Haus)
6. Advent
7. Ett julkort från förr (An Old Christmas Card)
8. Det brinner ett ljus för en gammal sång
9. Härlig är Jorden (Dejlig er Jorden)
10. I'll Be Home for Christmas
11. Barnet i Betlehem (Mary's Boy Child)
12. När i kväll jag tänder ett ljus
13. Säg, vem är han? (What Child is this?)
14. Glory, Glory Halleluja (An American Trilogy)

## Medverkande
- Christer Sjögren - sång
- Rutger Gunnarsson - sång
- Lasse Wellander - gitarr
- Lasse Persson - trummor
- Per Lindvall - trummor
- Peter Ljung - klaviatur

## Listplaceringar
| Lista (2000-2002) | Topplacering |
| ----------------- | ------------ |
| Norge             | 19           |
| Sverige           | 3            |